# إيرول نولان
إيرول نولان (بالإنجليزية: Errol Nolan)‏ هو منافس ألعاب قوى أمريكي، ولد في 18 أغسطس 1991 في روزنبرغ في الولايات المتحدة.

## وصلات خارجية
- إيرول نولان على موقع الاتحاد الدولي لألعاب القوى (الإنجليزية)
- إيرول نولان على موقع TFRRS.org (الإنجليزية)
- إيرول نولان على موقع أوليمبيديا (الإنجليزية)